# Theodor Schwarz (Philosoph)
Theodor Schwarz (* 1915 in Zürich; † 26. September 1968) war ein Schweizer orthodox-marxistischer Philosoph.
Schwarz promovierte und war „Mitbegründer der Partei der Arbeit der Schweiz“. 1962 übersiedelte er nach Bratislava, wo er an der Universität „Germanistik und ab 1965 marxistische Philosophie“
lehrte.

## Schriften (Auswahl)
- Denker der Politik: Geschichte der politischen Lehren. 1940, OCLC 18038197.
- Irrationalismus und Humanismus? Kritik einer imperialistischen Ideologie (vom Standpunkt des Marxismus). Aufbruch, 1946 OCLC 2548976.
  - Auf Französisch: Irrationalisme et humanisme: critique d'une idéologie impérialiste. 1993, ISBN 2-8251-0399-3.
- Wie studiert man den Marxismus-Leninismus? 1946, OCLC 29100464.
- Die weltanschaulichen Grundlagen des Marxismus. Aufbruch, 1947, OCLC 2018778.
- Zur Kritik der Psychoanalyse. Aufbruch, 1947, OCLC 4960817.